# Los Cabos Open 2023
Giải quần vợt Los Cabos Mở rộng 2023 (còn được biết đến với Mifel Tennis Open by Telcel Oppo vì lý do tài trợ) là một giải quần vợt ATP thi đấu trên mặt sân cứng ngoài trời. Đây là lần thứ 7 giải đấu được tổ chức, và là một phần của ATP Tour 250 trong ATP Tour 2023. Giải đấu diễn ra ở Los Cabos, Mexico từ ngày 31 tháng 7 đến ngày 5 tháng 8 năm 2023.

## Điểm và tiền thưởng

### Phân phối điểm
| Sự kiện | VĐ  | CK  | BK | TK | Vòng 1/16 | Vòng 1/32 | Q  | Q2 | Q1 |
| Đơn     | 250 | 150 | 90 | 45 | 20        | 0         | 12 | 6  | 0  |
| Đôi     | 250 | 150 | 90 | 45 | 0         | —         | —  | —  | —  |

### Tiền thưởng
| Sự kiện | VĐ       | CK      | BK      | TK      | Vòng 1/16 | Vòng 1/32 | Q2     | Q1     |
| Đơn     | $129,660 | $75,630 | $44,465 | $25,765 | $14,960   | $9,145    | $4,570 | $2,495 |
| Đôi*    | $45,050  | $24,100 | $14,120 | $7,900  | $4,655    | —         | —      | —      |

*mỗi đội

## Nội dung đơn

### Hạt giống
| Quốc gia | Tay vợt            | Xếp hạng1 | Hạt giống |
| -------- | ------------------ | --------- | --------- |
| GRE      | Stefanos Tsitsipas | 5         | 1         |
| GBR      | Cameron Norrie     | 13        | 2         |
| USA      | Tommy Paul         | 14        | 3         |
| CRO      | Borna Ćorić        | 15        | 4         |
| AUS      | Alex de Minaur     | 17        | 5         |
| CHI      | Nicolás Jarry      | 29        | 6         |
| GER      | Dominik Koepfer    | 88        | 7         |
|          | Ilya Ivashka       | 91        | 8         |

- Bảng xếp hạng vào ngày 24 tháng 7 năm 2023.[2]

### Vận động viên khác
Đặc cách:
- Ernesto Escobedo
- Nicolás Jarry
- Rodrigo Pacheco Méndez

Vượt qua vòng loại:
- Omni Kumar
- Gonzalo Lama
- Skander Mansouri
- Beibit Zhukayev

Thua cuộc may mắn:
- Jason Jung

### Rút lui
- Nuno Borges → thay thế bởi  Gabriel Diallo
- Karen Khachanov → thay thế bởi  Jason Jung

## Nội dung đôi

### Hạt giống
| Quốc gia | Tay vợt           | Quốc gia | Tay vợt                | Xếp hạng1 | Hạt giống |
| -------- | ----------------- | -------- | ---------------------- | --------- | --------- |
| MEX      | Santiago González | FRA      | Édouard Roger-Vasselin | 24        | 1         |
| BRA      | Marcelo Melo      | AUS      | John Peers             | 65        | 2         |
| USA      | Nathaniel Lammons | USA      | Jackson Withrow        | 65        | 3         |
| USA      | William Blumberg  | AUS      | Rinky Hijikata         | 127       | 4         |

- 1 Bảng xếp hạng vào ngày 24 tháng 7 năm 2023.

### Vận động viên khác
Đặc cách:
- Luis Carlos Álvarez /  Luca Lemaitre
- Ernesto Escobedo /  Rodrigo Pacheco Méndez

## Nhà vô địch

### Đơn
- Stefanos Tsitsipas đánh bại  Alex de Minaur, 6–3, 6–4

### Đôi
- Santiago González /  Édouard Roger-Vasselin đánh bại  Andrew Harris /  Dominik Koepfer, 6–4, 7–5